# Cemplang (Jawilan)
Cemplang is een bestuurslaag in het regentschap Serang van de provincie Banten, Indonesië. Cemplang telt 6647 inwoners (volkstelling 2010).